# Heavy Soul (Ike Quebec)
| Recensione | Giudizio |
| ---------- | -------- |
| AllMusic   |          |

Heavy Soul è il primo album, come solista, del sassofonista jazz statunitense Ike Quebec, pubblicato dalla Blue Note Records nell'aprile del 1962.

## Tracce

### LP (1962, Blue Note Records, BLP 4093/BST 84093)
Lato A
1. Acquitted – 5:37 (musica: Ike Quebec)
2. Just One More Chance – 5:47 (testo: Sam Coslow – musica: Arthur Johnston)
3. Que's Dilemma – 4:27 (musica: Ike Quebec)
4. Brother, Can You Spare a Dime? – 5:25 (testo: Yip Harburg – musica: Jay Gorney)

Durata totale: 21:16
Lato B
1. The Man I Love – 6:28 (testo: Ira Gershwin – musica: George Gershwin)
2. Heavy Soul – 6:50 (musica: Ike Quebec)
3. I Want a Little Girl – 5:19 (testo: Billy Moll – musica: Murray Mencher)
4. Nature Boy – 2:40 (Eden Ahbez)

Durata totale: 21:17

### CD (1995, Blue Note Records, CDP 7243 8 32090 2 6)
1. Acquitted – 5:37 (musica: Ike Quebec)
2. Just One More Chance – 5:47 (testo: Sam Coslow – musica: Arthur Johnston)
3. Que's Dilemma – 4:27 (musica: Ike Quebec)
4. Brother, Can You Spare a Dime – 5:25 (testo: Yip Harburg – musica: Jay Gorney)
5. The Man I Love – 6:28 (testo: Ira Gershwin – musica: George Gershwin)
6. Heavy Souk – 6:50 (musica: Ike Quebec)
7. I Want a Little Girl – 5:19 (testo: Billy Moll – musica: Murray Mencher)
8. Nature Boy – 2:40
9. Blues for Ike – 5:52 (musica: Freddie Roach) – Traccia bonus

Durata totale: 48:25

## Formazione
- Ike Quebec – sassofono tenore
- Freddie Roach – organo
- Milt Hinton – contrabbasso
- Al Harewood – batteria[3]

### Produzione
- Alfred Lion – produzione
- Registrazioni effettuate il 26 novembre 1961 al Van Gelder Studio di Englewood Cliffs, New Jersey
- Rudy Van Gelder – ingegnere delle registrazioni
- Francis Wolff – foto copertina album originale
- Leonard Feather – note retrocopertina album originale